# 擬角鯊屬
擬角鯊屬（学名：Squaliolus）是黑棘鲛科的一屬。

## 物种
- 阿里擬角鯊 Squaliolus aliae Teng, 1959：又稱阿里擬角鮫。
- 寬尾擬角鯊 Squaliolus laticaudus H. M. Smith  and Radcliffe, 1912：又稱硬背侏儒鯊、小抹香鮫。[2]